# Charles Abi
Charles Nathan Abi (* 12. April 2000 in Clermont-Ferrand) ist ein französischer Fußballspieler.

## Karriere

### Verein
Abi begann mit dem Fußball während eines Ausfluges zu seinem Vater in Togo, als ihn seine Schwester Aurélie und seine Mutter begleiteten. Er spielte in seiner Jugend zunächst für zwei Amateurmannschaften, den FC Aubièrois und den FC Pérignat, bevor er 2009 in die Jugendabteilung von Clermont Foot wechselte. Sechs Jahre später wurde er von der AS Saint-Étienne verpflichtet. Am 25. April 2018 unterschrieb er dort seinen ersten Profivertrag über drei Jahre. In der Saison 2017/18 spielte er bereits achtmal für die zweite Mannschaft seines neuen Klubs. Für die erste Mannschaft debütierte er am 16. Dezember 2018 gegen OGC Nizza, als er bei einem 1:1-Unentschieden wenige Minuten vor Schluss eingewechselt wurde. Insgesamt spielte er 2018/19 dreimal in der Ligue 1, 14 Mal in der National 2 und zweimal in der Coupe Gambardella. Anfang Juni 2019 verlängerte Abi seinen Vertrag bei der ASSE bis 2022. In der Folgesaison lief er bereits 22 Mal für die Profis auf. Zudem gab er in jener Saison sein internationales Debüt, als er bei einem 1:1-Unentschieden gegen den VfL Wolfsburg in den Schlussminuten ins Spiel kam. Am 9. Januar 2021 (19. Spieltag) schoss er gegen Stade Reims, als sein Team 1:3 verlor seinen ersten Ligue-1-Treffer. Im April 2020 verlängerte er seinen Vertrag erneut, dieses Mal bis Juni 2024. In 25 Saisonspielen traf er dreimal für die Profis und belegte am Ende Platz elf mit seiner Mannschaft. Im Sommer 2021 wechselte Abi für ein Jahr auf Leihbasis zu EA Guingamp. 2022 endete der Leihvertrag. Im Februar 2023 wechselte er zum Schweizer Club FC Stade Lausanne-Ouchy.

### Nationalmannschaft
Abi spielte für die französische U16-, U18- und U19-Nationalmannschaft.

## Sonstiges
Abi besitzt das Baccalauréat in Spanisch, welches er 2018 an einer Partnerschule seine Vereins machte.

## Erfolge
AS Saint-Étienne U19
- Coupe Gambardella: 2019[14]